# Amar y morir en Chile
Amar y morir en Chile fue una miniserie chilena, producida por Eduardo Lobos y transmitida por Chilevisión. Dirigida por Alex Bowen y protagonizada por Antonia Zegers, César Sepúlveda y Pablo Díaz. El equipo de guionistas lo conforma Bowen y Enrique Videla. La producción tiene un formato de serie policial, y se inspira en las cacerías mutuas que existieron entre el grupo armado Frente Patriótico Manuel Rodríguez y la Central Nacional de Informaciones (CNI) en los años ochenta y plasmó, en su primera entrega, una lucha que se desató tras el atentado contra Augusto Pinochet en 1986, cuando la dictadura por medio de sus aparatos represivos comenzó a perseguir  militantes de izquierda
Con Amar y morir en Chile  el país vuelve a revivir lo que se vio por televisión ese domingo 7 de septiembre de 1986, cuando todos los extras noticiosos daban cuenta del atentado fallido en contra de Augusto Pinochet. 
La serie se concretó luego que, en 2007, ganara fondos del Consejo Nacional de Televisión, obteniendo para su producción la suma de $139.194.106.

## Argumento
Amar y morir en Chile cuenta la historia de amor entre Cecilia Magni (Antonia Zegers), conocida como la "Comandante Tamara" y Raúl Pellegrín (César Sepúlveda), "Comandante José Miguel"; ambos integrantes del Frente Patriótico Manuel Rodríguez (FPMR), cabecillas en  la ejecución del atentado realizado en 1986 a Augusto Pinochet en la cuesta de «Las Achupallas», camino al Cajón del Maipo.

## Elenco
- Antonia Zegers como Comandante Tamara.
- César Sepúlveda como Comandante José Miguel.
- Pablo Díaz como Salazar.
- Diego Ruiz como Sacha.
- Ariel Levy como Joaquín.
- Nicolás Saavedra como Ernesto.
- Willy Semler como Oviedo.
- Íñigo Urrutia como Ramiro.
- Roberto Farías como Victoriano.
- Erto Pantoja como Gómez.
- Samuel González como Héctor.
- Pedro Campos como Alejandro.
- Jesús Briceño como Enzo.
- Orlando Alfaro como Tarzán.
- Ramón González como CNI 1.
- Mauricio Inzunza como Tavra.
- Félix Villar como Zúñiga.
- Pablo Teillier como Malean.
- Camila Hirane como María.
- Catalina Benítez como Camila.
- Simón Pascal como David.
- Sebastián Arrigorriaga como Rafael.
- Franco Baeza como Rodrigo.
- Constanza Araya como Fabiola.
- Paula Muñoz como Cristina.
- José Luis Bouchón como César.
- Luis Fuentes como Quevedo.
- Yuliia Shevchenko como Nadia.
- Luis Riveros como Rubén.
- Luka Villalabeitía como Rodrigo.
- Alison Mandel como Silvia.
- Jorge Arecheta como Milton.
- Daniel Elosua como Jefe de Pichipellauen.

## Audiencia
| 1 | Miércoles | 18 de abril | —             | 10,5 | —      | [ 4 ] |
| 2 | Jueves    | 19 de abril | 00:36 - 01:43 | 11,8 | décimo | [ 5 ] |

     Episodio más visto.

     Episodio menos visto.